# Schmalkaldeni háború
A schmalkaldeni háborúban 1546–1547 között V. Károly állt szemben a schmalkaldeni szövetség tagjaival. Károly győzelme lezárta a lutheránus csatározásokat, megteremtve ezáltal a birodalom belső egyensúlyát.

## Előzményei
A schmalkaldeni szövetség az ágostai hitvallás elutasításának hatására jött létre 1531-ben. A kezdetben vallási, majd katonai, birodalmi kiterjedésű szövetség az 1540-es évekre hatalmas belpolitikai problémát okozott Károlynak, miután I. János Frigyes szász választófejedelem és Fülöp hesseni tartománygróf hatalmi ambícióitól vezetve egyre több várost és területet vont be a szövetségbe. Miután pedig a Szövetség tagjai nem jelentek meg az 1545-ben kezdődő tridenti zsinaton, Károly megkezdte a külső körülmények rendezését, hogy megoldhassa a belső problémákat. Ennek érdekében fegyverszüneti egyezményt írt alá I. Szulejmánnal, elhárítva ezzel a keleti veszélyt, a nyugati frontot pedig az I. Ferenccel kötött crépy-i békével mentesítette. Sikerült meggyőznie magának III. Pál pápát és néhány protestáns fejedelmet is, többek között Szász Móricot, aki habár evangélikus felekezetű volt és korábban a Szövetségbe tartozott, jobb szerette volna unokatestvére, János Frigyes címét és területeit, mint saját vallási lelkiismeretének tisztaságát. 1546-ban a császár megkezdte a schmalkaldeni háborút.

## A háború első szakasza
A háború két jól elkülöníthető szakaszra tagolható. Az első szakasza a birodalom déli részén folyt, és habár nagyobb összecsapásra nem került sor, Károly helyzete nem volt biztató: a protestáns csapatok még együtt voltak a tehetséges burtenbachi Schärtlin Sebestyén főhadparancsnok vezetése alatt. A szövetségen belüli problémák azonban kezdtek kiütközni: a burtenbachi parancsnok egyre inkább háttérbe szorult a tapasztalatlan János Frigyessel szemben, aki nem tudta ebben a számára sikeresebb első szakaszban a döntő ütközetet kivívni, sem a kezdeményezést megragadni. Vele szemben a XVI. század egyik legtehetségesebb katonai parancsnoka, Alvarez de Toledo, Alba hercege állott. Másrészt a szövetség kezdett széthúzni, nem volt olyan vezetőjük vagy szervük, mint amit a másik oldalon a császár személye testesített meg, aki korlátlan úr volt a hadi és diplomáciai ügyek terén. Egyre nyilvánvalóbbá volt a szövetség pénzügyi és politikai válsága. Azonban Károly sem tudott győzelmet kivívni egészen addig, amíg öccse, Ferdinánd a segítségére nem sietett.

### Az adorfi csata
Ferdinánd serege október 23-án lépte át a cseh-szász határt a platteni és gottesgabi bányák környékén, majd délnyugati irányba haladt tovább az Elster völgye felé, ahol nagyobb számú ellenséges erők jelenlétét tételezte fel.  Annak érdekében, hogy az ellenség valós helyzetét felderítsék a Nyáry Ferenc vezette magyar huszárokat küldjék előre. A hírnökök által megjelölt megerősített, körülsáncolt, árkokkal védett helyet meg is találták, azonban az ekkorra már üresen állott, így tovább nyomultak előre, egészen Adorfig, hiszen azt hallották, hogy az ellenség a város előtt ütött tábort és itt kíván megütközni a császári csapatokkal. Hamar kiderült, hogy a keresett ellenség a városban tanyázik, miután ágyú- és puskatűz fogadta a közeledő felderítőket. A lőfegyverrel nem rendelkező huszárok nem hátráltak meg, hanem megkezdték a kőfallal megerősített Adorf ostromát. A külvárost és az állásokat kétfelől felgyújtották, majd három kapun keresztül rontva bejutottak a belvárosba, és elfoglalták azt.
A város első elfoglalása azonban nem bizonyult tartósnak: a portyázáshoz szokott magyar csapat nagy része ekkor is a környéket járta zsákmányszerzés céljából, a bennmaradt katonák pedig joggal tartottak egy éjszakai támadástól, így miután megeskették a polgárokat Ferdinánd hűségére, elhagyták Adorfot és visszatértek a fősereghez.  
A szövetség csapatainak persze több se kellett a városka visszafoglalására: október 31-én hajnalra virradóan már egymással szemben táboroztak az ellenséges csapatok, miután Ferdinánd főserege is Adorfhoz ért. A magyar lovasok kettévágták a kritikus pontot, és az ellenséget a városon át egy dombra, majd egy fenyőerdővel benőtt magaslatra kergették. Itt egyesültek a többi magyar csapatattal és megsemmisítő vereséget mértek a szász hadakra, miközben Ferdinánd többi katonája a hegyről nézte a magyarok hősies tetteit és a csata végkimenetelét. A huszárok pusztítása félelmetes volt: az ellenség kétharmadát, vagyis több, mint ezer embert lekaszaboltak, ötszázat foglyul ejtettek, míg közülük csupán két-három lovas maradt a csatatéren. Zsákmányul megszerezték a szász csapatok tűzfegyvereit és magát a várost is annak gazdag prédájával.
Az adorfi ütközetet a korszak történetírói és a mai történészek is sorsfordítónak tartják a háború menete szempontjából: ez előtt nem sikerült győzedelmeskednie Károly seregeinek egy komolyabb csata során sem, és már épp kétségbeesés lett úrrá a császári csapatokon. Károly Augsburgban értesült a vogtlandi győzelmek híréről és egyben János Frigyes visszavonulásáról.  Ezt a győzelmet tehát a legjobb pillanatban vívták ki, megindítva az utat Vogtland teljes elfoglalásához. 

### Ölsnitz ostromától a seregek egyesüléséig
A sorsdöntő ütközet után Ferdinánd seregei tovább nyomultak, és sorra hódoltatták meg a riadt szász polgárok városait. Adorftól az ellenséget Ölsnitz városáig űzték, ahol a polgárok kezdetben az üldözöttek mellé álltak, de látván, hogy a császári sereges a falakról érkező tüzeléssel mit sem törődve nyomul tovább előre, végül követeket menesztettek Ferdinánd elé, akik a város lakóinak nevében hódolatukat fejezték ki, és hűségükről biztosították a királyt. A várost elfoglalása után a környékbeli falvak és városok lakói, urak és nemesek járultak a diadalmas sereg elé, hogy behódoljanak Károlynak.
Közben Móric herceg is sok szász várost behódoltatott, mint például Plauent, majd Zwickau városát vették ostrom alá és itt egyesültek Ferdinánd seregeivel.   Közben beköszöntött a tél, és Ferdinánd csapatai visszavonultak a cseh területekre. Ezt az átmeneti mentesülést a katonai nyomás alól János Frigyes területszerzésre használta fel, és decemberben sikerült elfoglalnia többek között a Magdeburgi Egyházmegye területét is. Ezen a télen tudta a szász választófejedelem utoljára megszorongatni a császári csapatokat, azonban a szövetség pénzügyi és katonai hiányosságai ekkor már megmutatkoztak. Márciusban a hideg elmúltával Károly a vogtlandi Eger várába sietett, és ide hívta Ferdinánd és Móric csapatait is. 1547 nagyhetében itt tartózkodtak az egyesült csapatok, közben Károly megszemlélte a hadakat, majd az egyesült sereg elindult az ellenség törzsterületei felé.

## A háború második szakasza
A második szakaszban a front északra tolódott: Ferdinánd és Móric herceg egyesült seregei támadták a szász választófejedelem birtokait, aki erre földjei védelmére rendelte a szövetséges csapatok nagy részét. Ez végzetes stratégiai hibának bizonyult, hiszen a könnyen védhető déli várakat adta fel, amelyeket Károly és Alba herceg hamar elfoglaltak. A déli harctér mentesülése után a császári csapatok északra vonulhattak Ferdinánd és Móric megsegítésére, és így az erők összpontosításával már felülkerekedtek a császári csapatok a szétszórt és megoszlott szövetséges hadak felett.
János Frigyes mikor meghallotta, hogy Károly immár 27.000 főre dagadt egyesült serege megindul a szász törzsterületek felé, hátrálni kezdett, majd Meißen városánál csapatainak nagy része átkelt az Elba folyón, felégette annak hídját, természetes akadályt húzva ezáltal a császári csapatok és saját 7000 katonája közé. A szövetséges csapatok célja Mühlberg és Torgau városain keresztül a jól megerősített Wittenberg elérése volt. Azonban Károly serege hamar utolérte őket, és már csak a folyó állt a két sereg közt Mühlbergnél. Közben Torgaunál Zay Ferenc előreküldött csapatai ugrasztották meg az ellenfelet.

### A mühlbergi ütközet
Április 24-re virradó reggel János Frigyes embereinek nagy része istentiszteleten vett részt az egyik sátorban. Az imádság után terveik szerint tovább indultak volna Wittenberg felé, nem számítottak támadásra az Elbán keresztül, így csupán néhány fegyveres őrizte a protestánsok táborhelyét. A könnyűlovas olasz, spanyol és magyar katonák azonban át tudtak kelni a folyón, ki úszva, ki pedig egy megtalált gázlón keresztül, és azonnal az ellenségre rontottak. A huszárok János Frigyes lovas csapatait megfutamították, a gyalogságot pedig egészen addig fel tudták tartani, míg a hatalmas sereg szinte teljes egészében át nem ért a gázlón. Az a puskatűz, amivel a szászok fogadni tudták a császári sereget, szinte semmit sem ért a könnyűlovas csapatok, a huszárok gyors rohama ellen. A hatalmas túlerő láttán hamar menekülőre fogták a protestáns seregek, de a gyorsan mozgó huszárok ellen nem volt sok esélyük. A menekülő szász választófejedelmet például éppen egy magyar vitéz, Luka József érte utol.  A háború tulajdonképpen a mühlbergi győzelemmel véget ért, a szövetség felbomlott, majd május 19-én Wittenberg is kapitulált.

## Következményei
A totális vereséggel a liga összeomlott, a legnépszerűbb protestáns prédikátorok egy része Angliába menekült, János Frigyest pedig először halálra ítélték, majd „csupán” megfosztották választófejedelmi címétől. Úgy tűnt, Károly elérte célját, és teljes győzelmet aratott a lutheránusok felett, hiszen két birodalmi város kivételével seregeit mindenhol hódolattal fogadták. A protestáns felekezetek elsorvasztására 1548-ban kiadták az augsburgi interimet, ez a dokumentum azonban utóbb az 1555-ös vallásbéke előfutárának bizonyult.

## A magyarok szerepe a háborúban
Ferdinánd bátyja győzelméhez nagyban hozzájárult, elsősorban katonák toborzása által. Ennek a toborzásnak az eredménye képen került a császári seregbe az az 1000-1200 fős magyar huszársereg, amely a háború győztes kimenetelét is elősegítette. A Nyáry Ferenc által vezetett huszárok sikereihez több körülmény is hozzájárult: a török elleni harcok folytonos edzésben tartották őket, és a több évtizedes harcok alatt át is vettek a küzdő felek egymástól több hadászati fogást, fegyvert, ruházatot. A magyar huszárok eme törökös kinézetükkel már első pillantásra félelmet keltettek a nyugati emberek szívében. A harmadik dolog, ami a magyar sikereket meghatározta, az a könnyűlovas harcmodor volt: Európában ekkor még a nehézfegyverzetű lovas harcmodor dívott, így a magyarok kuriózumként jelentek meg a harctereken. Villámgyors lovaikkal könnyedén vágtattak át az ellenségen nyíltmezei csatákban, és felderítésre is kiválóan megfeleltek. Felderítőnek küldték őket előre Adorf esetében is, de felderítés helyett rögtön elfoglalták a várost, fordítva ezzel a hadiszerencsén. A döntő ütközetben, Mühlbergnél is jelentős szerepet kaptak a magyarok, főként egy huszár, Luka József. Ő fogta el ugyanis a szász választófejedelmet, tehát a szövetség fejét.  A magyarok dicsőséges részvételét mi sem mutatja jobban, mint azok a huszártornák, amelyeket Habsburg Ferdinánd és Szász Móric tartottak udvaraikban a 16. század közepén.